# Dotcomtod
Dotcomtod war eine deutsche Website zur Information über die wirtschaftliche Situation von Unternehmen, besonders von Medienunternehmen und denen des Neuen Marktes. Die von einem anonymen Kollektiv betriebene Website war von 2001 bis 2004 online, ein Relaunch unter dem Namen „BooCompany“ erfolgte 2005 und wurde nach einiger Zeit eingestellt.

## Geschichte
Unter dem Eindruck des Platzens der Dotcom-Blase  entwickelten 2001 drei Berliner Freunde, die unter den Pseudonymen „Lanu“, „Joman“ und „Boo“ agierten, das Konzept von Dotcomtod. Die technische Umsetzung besorgten dabei Dritte. Auch die Domain-Registrierung erfolgte auf den Namen eines Dritten. Anlässlich der cebit 2001 wurde Dotcomtod der Öffentlichkeit vorgestellt. 2002 erhielt sie den 1. Platz des Alternativen Medienpreises in der Kategorie Internet.
Auf der Website herrschte ein von Zynismus bzw. sehr schwarzem Humor bestimmter Tonfall. Für einige Zeit galt die Website als Anzeiger dafür, wo die nächste große Pleite zu erwarten sei. Bereits im ersten Jahr führte eine Auseinandersetzung mit frog design zur vorübergehenden Abschaltung der Website.
Es gab drei Meldungskategorien auf der Webseite:
- Boo (negative Nachricht mit Quellenangabe),
- Insider (negative Nachricht ohne Quellenangabe),
- Final (Nachricht über eine Unternehmenspleite). Für die Eintragung eines solchen Beitrags, die von einem anonymen Team verifiziert wurden, ehe sie freigeschaltet wurden, gab es Punkte, so dass zwischen den Nutzern ein permanenter Wettbewerb im Nennen "exitorientierter Unternehmensnachrichten" bestand. Das Ganze war wie ein Gesellschaftsspiel aufgebaut.

Nutzer wurden als Sentinel (Wächter) bezeichnet. Einer davon war Don Alphonso, dessen Roman Liquide 2003 erschien. Meedia bezeichnete das Buch als die Essenz des Wirkens von Don Alphonso dort und als Schlüsselroman zur New Economy, der die damalige Szene treffend und mit gewohnter Bosheit zusammenfasse: Er „schien bei den Investoren und CEOs unterm Schreibtisch zu hocken und mitzunotieren“.
Nach juristischen Streitigkeiten wurde die Website 2004 geschlossen.
2005 erfolgte ein Relaunch unter dem Namen „BooCompany“. Die Website konnte aber nicht mehr an die Erfolge ihrer Vorgängerin anknüpfen und wurde letztlich doch eingestellt.